# Axiothella somersi
Axiothella somersi är en ringmaskart som först beskrevs av Addison Emery Verrill 1900.  Axiothella somersi ingår i släktet Axiothella och familjen Maldanidae. Inga underarter finns listade i Catalogue of Life.